# Chester (Nuevo Hampshire)
Chester es un pueblo ubicado en el condado de Rockingham en el estado estadounidense de Nuevo Hampshire. En el Censo de 2010 tenía una población de 4.768 habitantes y una densidad poblacional de 70,69 personas por km².

## Geografía
Chester se encuentra ubicado en las coordenadas 42°59′5″N 71°15′19″O / 42.98472, -71.25528. Según la Oficina del Censo de los Estados Unidos, Chester tiene una superficie total de 67.45 km², de la cual 67.14 km² corresponden a tierra firme y (0.47%) 0.32 km² es agua.

## Demografía
Según el censo de 2010, había 4.768 personas residiendo en Chester. La densidad de población era de 70,69 hab./km². De los 4.768 habitantes, Chester estaba compuesto por el 97.15% blancos, el 0.4% eran afroamericanos, el 0.08% eran amerindios, el 0.8% eran asiáticos, el 0.04% eran isleños del Pacífico, el 0.34% eran de otras razas y el 1.2% pertenecían a dos o más razas. Del total de la población el 1.59% eran hispanos o latinos de cualquier raza.